# ياس خضر
ياس بن خضر بن علي القزويني الحسيني (1938 - 1 أيلول 2023) مطرب عراقي من مواليد النجف.

## أسرته
كان الأب خضر شاعراً خطيباً، توفيَ وعمره 34 سنة بمرض السلّ، حين كان ابنُه ياس في شهره السابع قبل أن يُولد، وله أخت أكبر منه اسمها ملّوك، سمّاها أبوها الذي كان له علاقة بالملك غازي، كان لخضر صوت جميل، حرصَ شعراء النجف على أن يطلبوا منه أن يُنشد قصائدهم ليكون لها رواج، وينتسب ياس بن خضر بن علي القزويني إلى القزاونة، ومساكنهم بالعراق في النجف والحلة، كان ياس في أول أمره قارئاً للقرآن، وقرأ مرةً في محفل، فأعجبَ صوتُه أحد المسؤولين فاتجّهَ ياس إلى الفن.

## مشواره
كان لقاؤه الأول بالملحن محمد جواد أموري نهاية الستينيات لينتجا أغنية (الهدل) التي بثتها إذاعة القوات المسلحة آنذاك لتنتشر ويتغلب اسم الأغنية على مؤديها ليصبح مطرب الهدل هو الاسم الجديد لياس خضر، غنى بعدها (أبو زركه) التي لم تشتهر كأغنية الهدل. وفي عام 1969 التقى المطرب الريفي كما كان مصنفاً آنذاك بالملحن كمال السيد الذي قدم له أغنية المكيَّر من كلمات الشاعر زامل سعيد فتاح، وصارت هذه الأغنية بعد بثها من إذاعة صوت الجماهير ببغداد جواز مرور مهمّاً لمطرب قدم أحلى ما في صوته للجمهور بجهود ملحن ذكي راهن على صوت ياس خضر المتفرد بخصوصيته، وليدخل ياس خضر إلى إذاعة صوت الجماهير من خلال هذه الأغنية ويكون أحد مطربيها. وبعدها التقى وفي بداية السبعينيات بالملحن الشاب ـ آنذاك ـ طالب القرة غولي فلحن له (البنفسج) من كلمات الشاعر مظفر النواب واستمر التعاون مع القرغولي وأتت أغنية (مرينا بيكم حمد) للشاعر النواب أيضا ثم إعزاز للشاعر المبدع زامل سعيد فتاح صاحب الوصف الكبير عندما يقول: ((إعزاز عدنا ومنهو ينكر رمش عينه
ويا هو أكرب من جفن للعين لينه)) وكان أداء ياس خضر في هذه الأغنية أداء متميزا.
ويظل ياس ينتقل من ملحن إلى أخر ليكون أداء حنجرته فيقدم أغنية (ولو تزعل) ثم إلى الموسيقي نامق أديب القليل الإنتاج ليعملا لحن (تايبين)، التي انتشرت سريعا لتصبح على كل لسان ثم يعود بعدها لأحضان القرة غولي الموسيقية لتكون (جذاب) لحن الموسم بعدما أدتها المطربة مائدة نزهت ولم تلق تذوقا جماهيريا ويمضي مشوار ياس خضر مع رحلاته وصولا إلى بقاع بعيدة عن العراق إذ وجود الجاليات العربية والعراقية في لندن وأستراليا وأميركا بعد أن صار له جمهور كبير ومحبون في كل دول الخليج العربي.
بدأ ياس خضر حياتَه قاطعَ تذاكر في مستشفى أبو صخير بالنجف تحول إلى نجم للغناء العراقي واحد سفرائه المعتمدين في العالم والوطن العربي حتى بات علامة مضيئة في سماء العراق.

## الجوائز والتكريمات
- كُرّم في مهرجان الدوحة السادس عام 2005 من قبل الفنان العراقي كاظم الساهر.[5]

- كُرّم في حفل «نجوم الخليج 2008» ومنح له الدرع التكريمي من قبل شبكة قنوات النجوم الفضائية، قدمها له الفنان العراقي رضا العبد الله بالنيابة عن إدارة قناة النجوم.[6]
- كرم في الملتقى الإذاعي والتلفزيوني في عام 2015 وتم إعطائه الهدايا ووسام الإبداع.[7][8]
- كرم من قبل اللجنة الثقافية في نادي العلوية في يوم الاثنين المصادف 12 آذار (مارس) 2018.[9]
- تم تكريمه من قبل سفيرة النوايا الحسنة رفيف الياسري في بيروت في يوم 14 آذار (مارس) 2018.[10]

## بعض من الأغاني المنتقاة
- الهدل
- أبو زركة
- المكيَّر - ألحان: كمال السيد، كلمات: زامل سعيد فتاح.
- حن وأنه أحن
- مجروحين
- إعزاز
- لا يا ولدي
- تايبين
- مرينا بيكم حمد
- البنفسج
- آه ياليل
- على مودك
- شي يصير
- ولو تزعل
- يا حسافة
- دوريتك
- على شط الفرات
- مسافرين
- هلا يمكحل كحلين كلمات رياض النعماني

## صحته ووفاته
دخل ردهة الإنعاش الطبي بمركز ابن البيطار لجراحة القلب ببغداد يوم 16 آب سنة 2023 من جراء انتكاسة صحية وإصابته بنوبة قلبية شديدة. وفي 26 آب 2023، نُقلَ ياس خضر من مركز ابن سينا إلى الإنعاش في مستشفى بغداد التعليمي بمدينة الطب ببغداد.

### وفاته
أُعلن عن وفاته ليلاً في 1 أيلول سنة 2023.